# Dybbøl Mølle
Dybbøl Mølle vest for Sønderborg på Dybbøl Banke er opført 1936. Det er en tårnmølle, dvs. en hollandsk vindmølle med galleri, hvor undermølle og overmølle fremstår med pudset grundmur. Hatten er bådformet og beklædt med pap. Vingerne er monteret med klapper og møllen krøjer med vindrose. Den sidste forpagter var Frede Grevsen Petersen, som drev møllen fra 1982 til 1990.
1995 indrettede museet på Sønderborg Slot udstillinger i møllen og kornmagasinet.
A.P. Møller og Hustru Chastine Mc-Kinney Møllers Fond til almene Formaal gav 5,5 millioner kroner til restaurering af den efterhånden forfaldne mølle, og i 2009 blev møllen nypudset og kalket; og vinger og rundgang repareret. I 2019-2020 blev møllen atter renoveret og fik bl.a. nye vinger, samt ny tandkrans.

## Historie
Den første mølle bygget i træ i 1744 brændte i år 1800.
Møllen var centrum for voldsomme kampe i de slesvigske krige: 1848-1849 og 1864. Møllen blev ødelagt begge gange, men genopført.
- 1832 Møllen bliver sat på aktion, det højeste bud på 3.280 rigsdaler i sølvpenge blev afgivet af Heinrich B. Quaade. Quaade slægten boede på møllen helt frem til 1967.

- 1848 indrettes der en observationspost for det danske militær i møllen. I Dybbøl sogn står danske og preussiske tropper over for hinanden før kampene den 5. juni 1848.
- Den 13. april 1849 brænder møllen under kampe mellem danske tropper og en preussisk styrke på 11.000 mand, som forgæves forsøgte at sætte over til Als. Møllen genopbygges først i 1853.
- 1864 opretter det danske militær en observations- og signalpost i Dybbøl Mølle. Ved hjælp af vingerne er det muligt at signalere til de danske tropper, der er indkvarteret på Als. Fra den 15. marts var møllen under konstant beskydning, og den 10. april blev møllen skudt i brand af de preussiske tropper. Møllehatten og vingerne brændte og akselen styrtede ned. Stormen på Dybbøl havde møllen i centrum.
- Kort efter den 18. april 1864 blev møllen genopført, af mølleren, Men det blev en vanskelig tid, fordi mølleren kun fik en erstatning på 40%.
- Efter 1864 blev møllen og skanserne et nationalt symbol. Skanserne er i nutiden rekonstrueret i forbindelse med Historiecenter Dybbøl Banke vest for møllen, der fortæller om kampene.
- 1895 blev møllen overtaget af et selskab med fremtrædende danske og dansksindede sønderjyder.
- Efter 1. Verdenskrig (1914-1918) og Genforeningen i 1920 blev møllen i 1920 overdraget til en selvejende institution og drevet ved hjælp af forpagtere.
- 1935 nedbrændte møllen efter en kortslutning, men genopførtes som en næsten tro kopi.
- 1967 Margrethe Hansen dør. Hun var oldebarn af møller Heinrich B. Quaade, og slægten har således haft bopæl på Dybbøl Mølle i 135 år, fra 1832 til 1967.
- 1982 Frede Grevsen Petersen bliver forpagter.
- 1990 ophører mølleriet og i 1995 indrettes udstillinger i møllen og kornmagasinet af Museet på Sønderborg Slot, der fortæller historien om Dybbøl som nationalt symbol og erindringssted for to nationer – Danmark og Tyskland.
- 2020 blev en ny udstilling indrettet i møllens magasinbygning af Historiecenter Dybbøl Banke.

Mindedigtet er skrevet af den islandske præst Thordur Thomasson (1872-1931):

Tvende Gange skudt i Grus

Atter rejst som Møllehus

Vogter for et Mindebo

Selv en Bavta, dansk og tro.

Spejd så langt dit Øje når

Grav ved Grav i Marken står.

Danske Mænd gav Livet hen

Troskab holder Skansen end.

Tåredugget Ærekrans

Slaar om Dybbøls Navn sin Glans.

Slægter dø, men Sproget binder.

Fremtid gror af dyre Minder.
I 1914, 50-året for nederlaget i 1864, blev digtet opsat på Dybbøl Mølle. De tyske myndigheder forlangte, at pladen blevet nedtaget, og den blev herefter opbevaret i møllen indtil 1919. Da møllen brændte i 1935, sprængtes pladen som følge af den høje varme. En ny plade blev sat op ved møllens genopbygning, mens den gamle, knuste plade nu er udstillet i museumsbygningen ved møllen.
Holger Drachmann besøgte Dybbøl Banke i 1877 og skrev i den forbindelse digtet:
Her staar jeg og vil ikke flytte min Fod

som Vagt på den vældige Banke;

Granater skal ikke rokke min Rod,

og Ild ikke kvæle min Tanke.

Min Rod den munder i Danmarks Bund.

Min Tanke er den: der skal komme en Stund,

hvor Hjerter omkring mig skal banke.

Omkap med det Hjerte af Egerod

som Mølleren sætte i Vingen lod;

og slaa med sin Vinge, og staa, hvor man stod.

Med Ære og Ret; det er Tingen!"

## Nationalsymbol
Slaget om Dybbøl i 1864 har gjort Dybbøl Mølle til et nationalsymbol. Dybbøl Mølle er blevet et udflugtsmål.
I 1920/1921 engagerede Grænseforeningen kunsterparret Agnes og Harald Slott-Møller til at tegne et motivmærke, det blev et enkelt motiv forestillende Dybbøl Mølle, i røde og hvide farver og med vingerne i korsstilling. Mærket har fået navnet Dybbølmærket.
I 1971 revsede John Mogensen hele Danmark med sangen Der er noget galt i Danmark, der forsatte med "Dybbøl Mølle maler helt ad helvede til", det var en af datidens protestsange med budskabet "bare tegnedrengen er i orden kan man få det som man vil.", hvilket gik rent ind hos store dele af befolkningen. Denne sang faldt Erhard Jakobsen for brystet og han indsang et modsvar dertil: Dybbøl Mølle maler stadig!

## Møllens permanente udstillinger
- Dybbøl Mølles historie
- Dybbøl som dansk og tysk nationalt erindringssted og symbol fra 1864 til i dag
- Krigergrave og mindesmærker i Sønderjylland
- Møllen og dens drift

## Galleri
- Dybbøl mølle.
Foto:Arne List
- Tvende gange skudt i grus
- Dybbøl Mølle i december 2009
- Dybbøl Mølle i marts 2015
- Historiecenter Dybbøl Banke

## Eksterne kilder og henvisninger
- Wikimedia Commons har flere filer relateret til Dybbøl Mølle
- Møllearkivet Arkiveret 15. november 2009 hos  Wayback Machine
- Grænseforeningen Dybbøl Mølle Arkiveret 24. april 2016 hos  Wayback Machine
- Landsindsamlingen til fordel for Dybbøl Mølle Arkiveret 16. juli 2012 hos  Wayback Machine